# Adenacultuur
De Adenacultuur was een precolumbiaanse cultuur die bestond van 800 v.Chr. tot 100 n.Chr., in een tijd die bekend staat als de vroege woodland-periode. Het betreft waarschijnlijk een aantal verwante samenlevingen die begrafenisgebruiken en een ceremonieel systeem deelden. Het centrum van de cultuur lag in de huidige staat Ohio, maar ze strekte zich uit over een aaneengesloten gebied van het noorden van Kentucky, het oosten van Indiana, West Virginia tot het uiterste westen van Pennsylvania.
De cultuur is vernoemd naar de Adena Mound, een grote mound op het landgoed van Thomas Worthington in de buurt van Chillicothe, Ohio.
De Adenacultuur is de meest prominente van een aantal vergelijkbare culturen in het oosten van Noord-Amerika, die aan het einde van de archaïsche periode begonnen met het oprichten van zogenaamde mounds. 
Het Adena-complex had een grote invloed op andere gelijktijdige en eropvolgende culturen, en wordt gezien als de voorloper van de Hopewell-traditie.
De cultuur was opmerkelijk voor hun landbouwpraktijken, aardewerk, kunst, en een uitgebreid handelsnetwerk dat verschillende grondstoffen leverde, variërend van koper van de Grote Meren tot schelpen uit de Golf van Mexico.

## Mounds
De meest opvallende sporen van de Adenacultuur zijn hun grote aardwerken. Op een gegeven moment waren er honderden Adena-mounds, maar slechts een klein aantal van de grotere Adena-aarden monumenten is nog steeds zichtbaar. Deze kunstmatige heuvels varieerden over het algemeen van 6 tot 90 m in diameter en dienden als begraafplaatsen, ceremoniële locaties, historische markeringen en mogelijk verzamelplaatsen. Volgens archeologisch onderzoek werden ze vaak gebouwd als onderdeel van begrafenisrituelen, waarbij de aarde van het grondwerk onmiddellijk bovenop een verbrand dodenhuis werd gestapeld. Deze dodenhuizen waren bedoeld om de doden te bewaren totdat hun uiteindelijke begrafenis werd uitgevoerd. Vóór de bouw van de aardwerken werden enkele grafgiften op de vloer van het huisje geplaatst, dat daarna met de overledene werd verbrand. Het aardwerk werd dan daarboven opgeworpen. Vaak werd er later een nieuw dodenhuis bovenop het zo ontstane aardwerk geplaatst. Na een reeks herhalingen van dit proces ontstond geleidelijk een grote heuvel. In de latere Adena-periode werden soms rond de aardwerken cirkelwalletjes met onbekende functie opgericht.
Prominente mounds zijn: Adena Mound, Biggs Site, Criel Mound, Enon Mound, Grave Creek Mound, Miamisburg Mound en Wolf Plains Group.

## Vestigingspatronen
De bevolking was verspreid in kleine nederzettingen van één tot twee gebouwen. Een typisch huis werd gebouwd in een cirkelvorm met een diameter van 4,5 tot 13 meter. De muren waren gemaakt van naar buiten gekantelde palen, die vervolgens met andere stukken hout werden verbonden om een kegelvormig dak te vormen. Het dak werd vervolgens bedekt met schors en de muren waren mogelijk van schors en/of vlechtwerk.

## Voedselbronnen
Hun levensonderhoud werd verkregen door jagen, verzamelen en de teelt van inheemse planten. Gejaagd werden herten, elanden, zwarte beer, bosmarmot, bever, stekelvarken, kalkoen, trompetzwaan en korhoen. Verzameld werden verschillende eetbare zaden, grassen en noten. Gekweekt werden pompoenen, zonnebloem en ganzenvoet.

## Aardewerk
In tegenstelling tot andere culturen maakte aardewerk geen deel uit van de grafgiften. Gewoonlijk werd Adena-aardewerk gemagerd met gruis of gemalen kalksteen en had een dikke scherf. De decoraties waren meest eenvoudig, met koord- of textielpatronen, hoewel één type een in het oppervlak gekerfd genest diamantmotief droeg. De vaatvormen waren subconoïdale of platbodempotten, soms met kleine voetvormige steunen.

## Gereedschappen
De Adena vervaardigden gepolijste stenen werktuigen en bijlen. Iets ruwere plaatachtige stenen met bijgewerkte randen werden waarschijnlijk als schoffels gebruikt. Bot en gewei werd gebruikt voor kleine gereedschappen, maar vooral voor siervoorwerpen zoals kralen, kammen, kragen van bewerkte dierenkaken of rituele voorwerpen.  van zeeschelpen werden lepels, kralen en andere gebruiksvoorwerpen gemaakt. Er zijn een paar koperen bijlen gevonden, maar meestal werd het metaal tot siervormen gehamerd, zoals armbanden, ringen, kralen en spoelvormige hangers.

## Stenen tabletten
De Adena vervaardigden kleine stenen tabletten, meestal zo'n 12 bij 10 cm in omvang en ruim een centimeter dik. Aan een of beide vlakke zijden werden sierlijk samengestelde gestileerde diervormen of kromlijnige geometrische ontwerpen in diep reliëf aangebracht. Op sommige Adena-tabletten werd verf gevonden, en archeologen suggereerden dat deze stenen tabletten waarschijnlijk werden gebruikt om patronen op stoffen of dierenhuiden of op het eigen lichaam te stempelen. Het is ook mogelijk dat ze werden gebruikt om ontwerpen voor tatoeages aan te brengen.

## Fysieke kenmerken
Over de Adena schreef Donald W. Dragoo: 'Twee opmerkelijke kenmerken zijn herhaaldelijk voor deze groep genoteerd. Een is de uitstekende en grote kin, vaak met prominente tweezijdige uitpuilingen. Het tweede kenmerk is de grote lengte van de mannen en van sommige vrouwen. Niet alleen was dit Adena volk lang, maar ook de zwaarte van de botten geven aan dat het om krachtig gebouwde individuen gaat. In het algemeen was het hoofd groot met een grote schedelcapaciteit.' (Mounds for the dead) Dragoo deed onder meer opgravingen in de Cresap Mound.